# 方禹鼎
方 禹鼎（パン・ウジョン、ほう うてい、1772年10月19日 - 1820年10月9日）は、李氏朝鮮後期の武臣。字は九汝、号は暉斎。本貫は温陽方氏。判書公派の方曙の末裔にあたる。弟の方禹準の五世の孫の方定煥に独立運動家がいる。正祖時代に武科に合格し、1803年に奏請使兼冬至正使沈能建に附い、清に行った。
1811年に洪景来の乱が起きると西征軍の左哨官として従軍し定州城南門を合力して攻撃して陥落に功を立てた。1816年に求礼県監を務めた。哲宗時代に兵曹参判に追贈された。
墓は京畿道加平郡月谷里にあった。

## 家族
- 父 : 方孝良
- 母 : 河東鄭氏鄭忠彦の娘
  - 妻 : 固城金氏金成五の娘
  - 弟 : 方禹準

## 著書
著書に洪景来の乱の従軍記録『西征日記』がある。実戦に参加し、戦闘の様相・体験・見聞・意見など毎日毎日の事件を記録し、『西征日記』は歴史研究の基本資料として高く評価されている。
方禹鼎は大駕挙動時の護衛兵を指揮する挟輦将であったが、西征軍の左哨官に任命されて『武経七書節要』を携帯して出発し、1811年12月22日から西征軍が定州城を陥落させて翌年の1812年5月6日にソウル南大門に入城して民衆の歓呼を受け、敦化門外に至って代わりに以下二品以上の迎労の礼を受け、帰るまでの記録である。